# Jakt & fiske
Jakt & fiske är ett svenskt jakt- och fiskemagasin på TV4 Plus med programledarna Ola Svensson, William Moberg-Faulds, Peter Sjödin och Magdalena Forsberg. I en del avsnitt medverkar även skådespelaren Per Morberg.